# Andrey Medvedev (ginnasta)
Andrey Medvedev (in ebraico אנדריי מדבדב‎?; Ul'janovsk, 6 aprile 1990) è un ginnasta israeliano.

## Biografia
È nato a Ul'janovsk in Russia. All'età di dodici anni si è trasferito con la sua famiglia in Israele. Ai campionati europei di Stettino 2019 ha vinto la medaglia d'argento nel volteggio, concludendo alle spalle del russo Denis Abljazin.

## Palmarès
- Europei

Stettino 2019: argento nel volteggio.